# Скерішоара (Вилча)
Скерішоара (рум. Scărișoara) — село у повіті Вилча в Румунії. Входить до складу комуни Міхеєшть.
Село розташоване на відстані 163 км на північний захід від Бухареста, 13 км на захід від Римніку-Вилчі, 87 км на північ від Крайови, 127 км на південний захід від Брашова.

## Населення
За даними перепису населення 2002 року у селі проживали 425 осіб, з них 420 осіб (98,8%) румунів.
Рідною мовою назвали:
| Мова       | Кількість осіб | Відсоток |
| ---------- | -------------- | -------- |
| румунська  | 420            | 98,8%    |
| українська | 5              | 1,2%     |